# Eugène Guibaud
Eugène Guibaud, né le 5 septembre 1909 à Savigny (Rhône) et mort le 28 février 2001 dans la même commune, est un général français qui fut directeur général du Service de documentation extérieure et de contre-espionnage et conseiller d'état en service extraordinaire.

## Enfance et formation
Eugène Guibaud est né au lieu-dit de Persanges à Savigny en 1909. Son initiation au scoutisme, dans la troupe de Henri Grouès, participe sans doute à sa vocation : de 1930 à 1932, il suit sa formation d'officier à l’École spéciale militaire de Saint-Cyr. Il en sort troisième et major des officiers coloniaux de sa promotion.

## Carrière

### Sahara
À sa sortie de l'école, il choisit l'infanterie de Marine et est nommé au Sahara, où il officiera, notamment à Atar (Mauritanie), en tant que méhariste, de 1933 à 1939. Il fut chargé de missions de renseignements et de reconnaissance.
De retour en France, en juin 1940, il tient avec sa compagnie de tirailleurs sénégalais le dernier point de résistance du Cotentin. Le 20 juin, il est fait prisonnier et envoyé au-delà de l'Oder en Pologne. Il s'évade en janvier 1945 à l'approche de l'armée soviétique. Rejoignant le secteur libéré par elle, il entreprend une longue randonnée, regroupant au passage les prisonniers français libérés par les Russes (jusqu'à 1 500 hommes). Il assumera pendant 4 mois la responsabilité et la direction de cet exode de l'Oder à la mer Noire. Il est rapatrié par bateau en juin 1945.

### Indochine
Dès son retour de captivité, il demande son affectation au 6e régiment d'infanterie coloniale, en partance pour l'extrême orient. Il arrive en Cochinchine en novembre 1945. En mars 1946, il débarque à Haï-Phong sous la canonnade chinoise. Il prend le commandement du 3e bataillon du 23e régiment en juin, à Tourane. Il aide à repousser la grande offensive du Viêt-minh en décembre 1946, avant de participer à la reprise de Hue en février 1947. Remarqué lors de ces opérations, il sera promu chef de bataillon en 1948.
C'est à Tourane aussi que le commandant Guibaud rencontre Mlle Gisèle Noël, infirmière major. Par hasard, ils rentrent ensemble en France en mai 1948. Mlle Noël repart au Tonkin, alors que le commandant Guibaud intègre l'École de guerre. Il demande alors sa main, par télégramme, à Langson : le mariage a lieu le 4 mars 1950 à Paris 15e.
Promu lieutenant-colonel en 1953, Eugène Guibaud repart avec sa femme en Indochine pour un second séjour, sur demande du général Salan. Il est alors chef du 2e bureau de l'État Major des forces terrestres.

### Retour en Afrique
Devenu colonel en 1956, il retourne en Afrique en décembre 1957, où il est commandant militaire de la Mauritanie. Nommé général de brigade en 1962, il commandera la 26e Division d'Infanterie au Sahara de 1962 en 1963. Pour son retour en France, il est chargé de rapatrier le cœur du père de Foucauld.
Il sera brièvement commandant supérieur des forces français du sud-océan indien en 1965, en tant que général de division basé à Madagascar.

### Directeur du SDECE
En 1966, il prend la direction générale du Service de documentation extérieure et de contre-espionnage (SDECE, future DGSE). Il assumera cette fonction de 1966 à 1970. Le président Pompidou estimant que Guibaud n'a pas joué son rôle dans le cadre de l'Affaire Marković, il le limoge lorsqu'il le peut. En novembre 1970, Alexandre de Marenches hérite de son poste et décide une réforme du SDECE. Au Conseil des ministres du 14 octobre, qui a choisi son successeur, Guibaud est nommé au Conseil d'État en tant que général de corps d'armée, où il restera quelques années avant de prendre sa retraite.

## Décorations
|  |  |  |
|  |  |  |

### Intitulés
- Commandeur de la Légion d'honneur
- Grand officier de l'ordre national du Mérite (1979)[5]
- Croix de guerre 1939–1945
- Croix de guerre des Théâtres d'opérations extérieurs (8 citations).

## Retraite
Il prend sa retraite dans la propriété familiale où il est né, à Persanges, avec sa femme. II portera son attention sur les associations d'anciens combattants de la région ainsi qu'à sa demeure. Il a également rédigé les souvenirs de ses missions militaires et responsabilités dans quatorze cahiers. Ces textes, qui constituent un important témoignage historique, ont  été publiés par Les Amis du vieil Arbresle et de la région arbresloise dans un ouvrage intitulé « Les carnets du Général GUIBAUD, de la barrette aux étoiles. Le journal d'un officier de la Coloniale».
Il meurt le 28 février 2001 à Savigny.